# Ytv京橋ビル
ytv京橋ビル（ワイティーヴィーきょうばしビル）は、大阪市中央区の大阪ビジネスパーク（以下、OBPと略記）にある建築物である。1988年8月から2019年まで、讀賣テレビ放送の2代目本社として放送事業を行っていた。

## 歴史
読売テレビは、1958年に大阪市北区岩井町（現 東天満1丁目）で本放送を開始した。
大阪砲兵工廠跡地のうち第二寝屋川北側の一帯はOBPとして整備されることとなり、1980年より土地区画整理事業が開始された。1985年1月7日の年頭挨拶において、社長の青山行雄は新社屋の建設を発表。1月16日には新社屋建設委員会と新社屋建設推進委員会が発足した。建設地はOBPの北東端、寝屋川を挟んで京橋駅に近い一角で、1986年4月2日に起工式が行われた。折しも、大阪に桜の開花宣言が発表された日であった。総工費は約190億円。約2年の工期ののち1988年4月18日に竣工した。6月13日には、いち早く完成した第3スタジオで『2時のワイドショー』の制作が始まり、午前11時に火入れ式が行われた。移転作業は7月8日より開始し、同31日深夜に主調整室が新社屋に移り移転事業が完了した。8月1日午前6時、生駒送信所に送られていた電波が旧社屋から新社屋発に切り替えられた。8月20日には、読売テレビの社員とその家族、506家族1558人が集まり「新社屋披露・社員と家族の集い」が開催され、坂本冬美やディズニー・オン・アイスのキャラクターが登場した。この年の8月度のスポットCM売上高は関西テレビ放送を抜き、10年4か月ぶりに在阪テレビ局で首位となった。
自社制作番組の拡充による就業人員増加や、空調機器や放送機器の更新時期に差し掛かったことから、OBP内で従来の本社から南西に400mほどの位置にあったシアターBRAVA!跡地に3代目となる新本社ビルの建設を決定した。新社屋は2016年10月27日に着工。竹中工務店により施工され、2019年1月31日に竣工した。同年9月1日には新社屋からの放送に切り替えられた。それまでの読売テレビ本社ビルは「ytv京橋ビル」に建物名を変更し、2020年5月7日、パナソニックの社内カンパニーであるコネクティッドソリューションズ社（2022年よりパナソニック コネクト株式会社）モバイルソリューションズ事業部およびストレージ事業開発センターが入居した。実験設備等を導入するにあたり耐荷重の要件があったが、テレビスタジオであった本ビルはこの条件に合致していた。OBPの街びらきには松下幸之助が関わっていたことも進出の理由の一つとなった。

## 建築

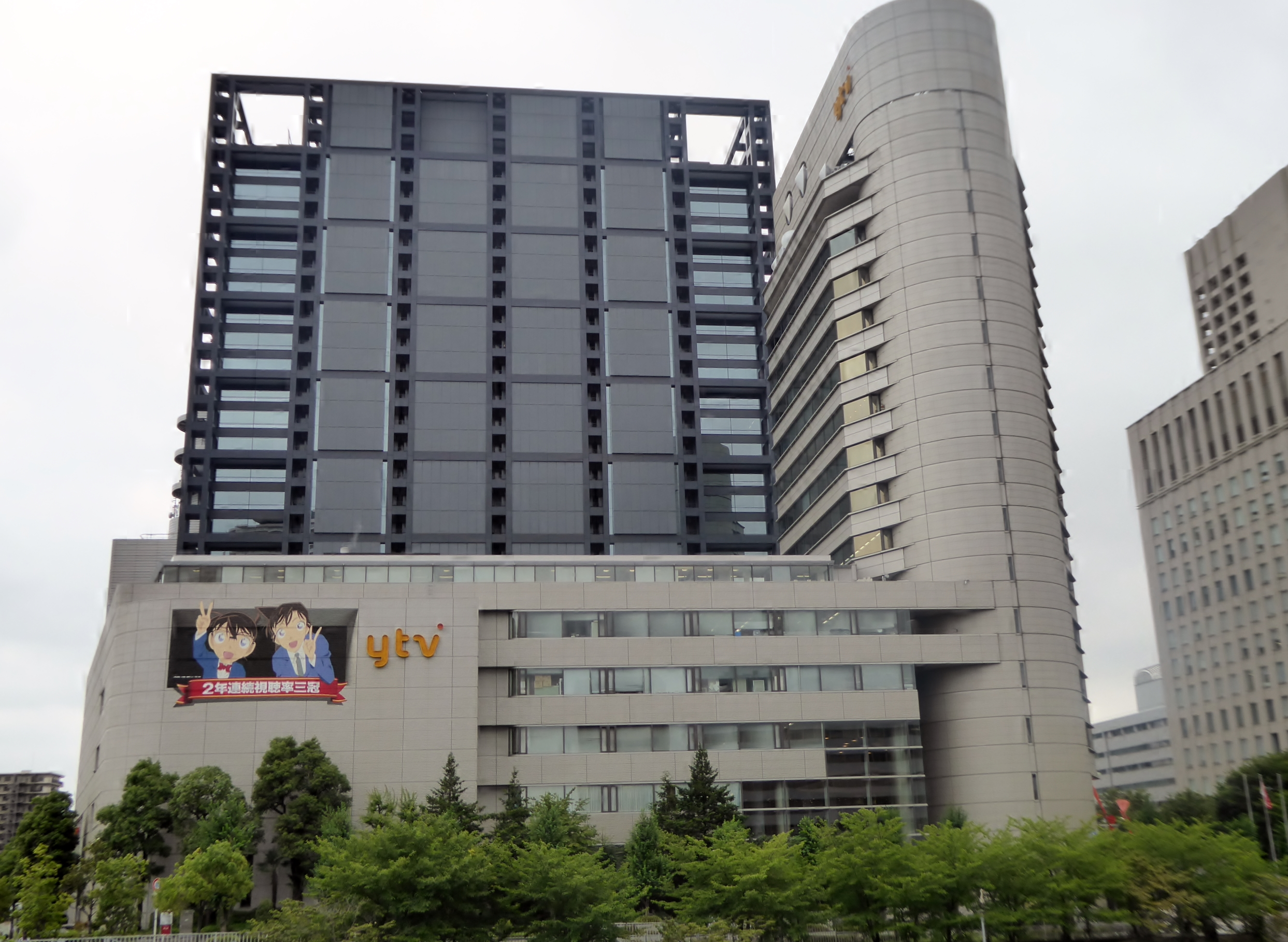
2016年、北側より撮影。西側に高層棟、東側にスタジオなどの入る低層棟が配置されている。後方の黒いブレースの建物は大阪東京海上日動ビルディング。

設計は日建設計および鹿島建設で、鹿島建設により施工された。大型テレビスタジオを主体とした低層棟と、事務室などからなる高層棟で構成される。外装はプレキャストコンクリート、打放しコンクリート、ガラス繊維補強セメントなどを組み合わせているが、外観デザインの統一が図られている。高層棟上部にはパラボラアンテナを外装に組み込んだ。建物内部についても、自然採光や天然木の採用など良好な執務空間への配慮がなされている。2002年4月10日から、社屋5階250m2、6階1600m2の増築工事が開始した。6階は幅30mの無柱空間をまるごと1室にし、制作・スポーツ・報道の制作部門を集約し、さらに編成部門を置いて「スーパーコンテンツフロア」と名付けた。5階は編集、MA、CG、データ放送、ライブラリー部門などを集約した「コンテンツ加工フロア」とし、直通階段でつないだ。生放送を行うスタジオの直上という難条件であったが、同年11月1日に完成した。
本建物は1989年に第30回BCS賞を受賞。2019年竣工の3代目社屋も第65回BCS賞を受賞している。